# خرچنگ اشباح
خرچنگ اشباح (نام علمی: Ocypodinae) که گاه به آن خرچنگ مرموز نیز گفته می‌شود نام یک زیرخانواده از تیره تندپایان است.
خرچنگ‌های مرموز زیرخانواده‌ای را به نام تندپاییان (Ocypodinae) تشکیل می‌دهند.